# Enzo Godoy
Enzo Godoy (Posadas, Misiones, Argentina, 24 de enero de 1997) es un futbolista argentino. Juega de defensor. Actualmente se desempeña en Crucero del Norte

## Clubes
| Club              | País      | Año           |
| ----------------- | --------- | ------------- |
| Crucero del Norte | Argentina | 2016-presente |